# Gueridom

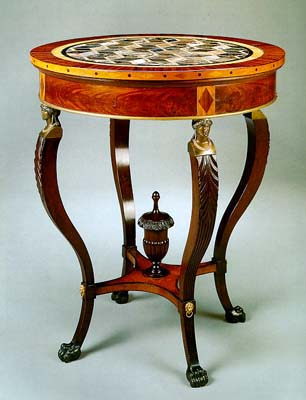

Um gueridom (guéridon) é uma espécie de mesa diminuta e de forma arrendonda, usualmente coberta por um tampo de mármore e contendo um único pé central. Pode ser utilizado a fim de apoiar o serviço de restaurante, na frente dos clientes.
No serviço de mesa do século XVII dito "à la française" será substituído no século XIX pelo serviço "à la russe" onde os clientes foram servidos à parte; isto é, os pratos são colocados sobre uma mesa com rodas, mantido quente e apresentando um por um. Esta mesa redonda também foi usada para cortar pedaços de carne e de flambagem.